# Vincenzo Brunacci

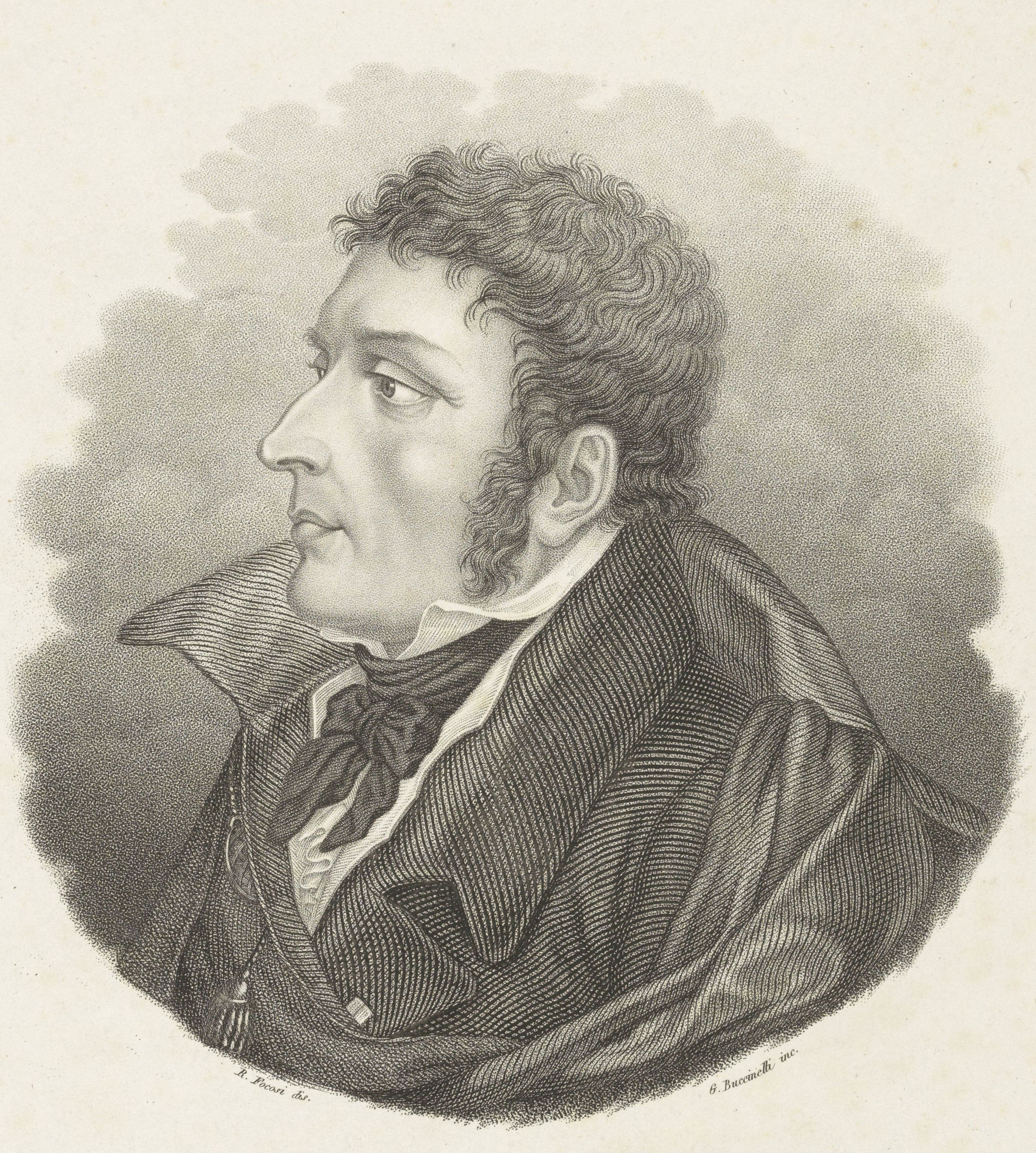
Vincenzo Brunacci

Vincenzo Brunacci (Florence, 3 maart 1768 – Pavia, 16 juni 1818) was een Italiaans wiskundige. 
Hij studeerde aan de Universiteit van Pisa geneeskunde, astronomie en wiskunde bij Peter Paoli. Na zijn afstuderen in de geneeskunde in 1788 gaf hij wiskundeonderwijs aan het marineinstituut in Livorno.
Zijn werk Trattato dell'ariete idraulico uit 1810 speelde een rol in de geschiedenis van de variatierekening. 

## Werken
Zijn meest bekende werken zijn:
- Opuscolo analitico (1792),

Quale tra le pratiche usate in Italia per la dispensa delle acque (1814)

- Calcolo integrale delle equazioni lineari (1798),
- Corso di matematica sublime in quattro volumi (1804 - 1807),
- Elementi di algebra e di geometria, libro di testo in twee delen (1809),
- Trattato dell'ariete idraulico (1810 met een tweede editie drie jaar later).

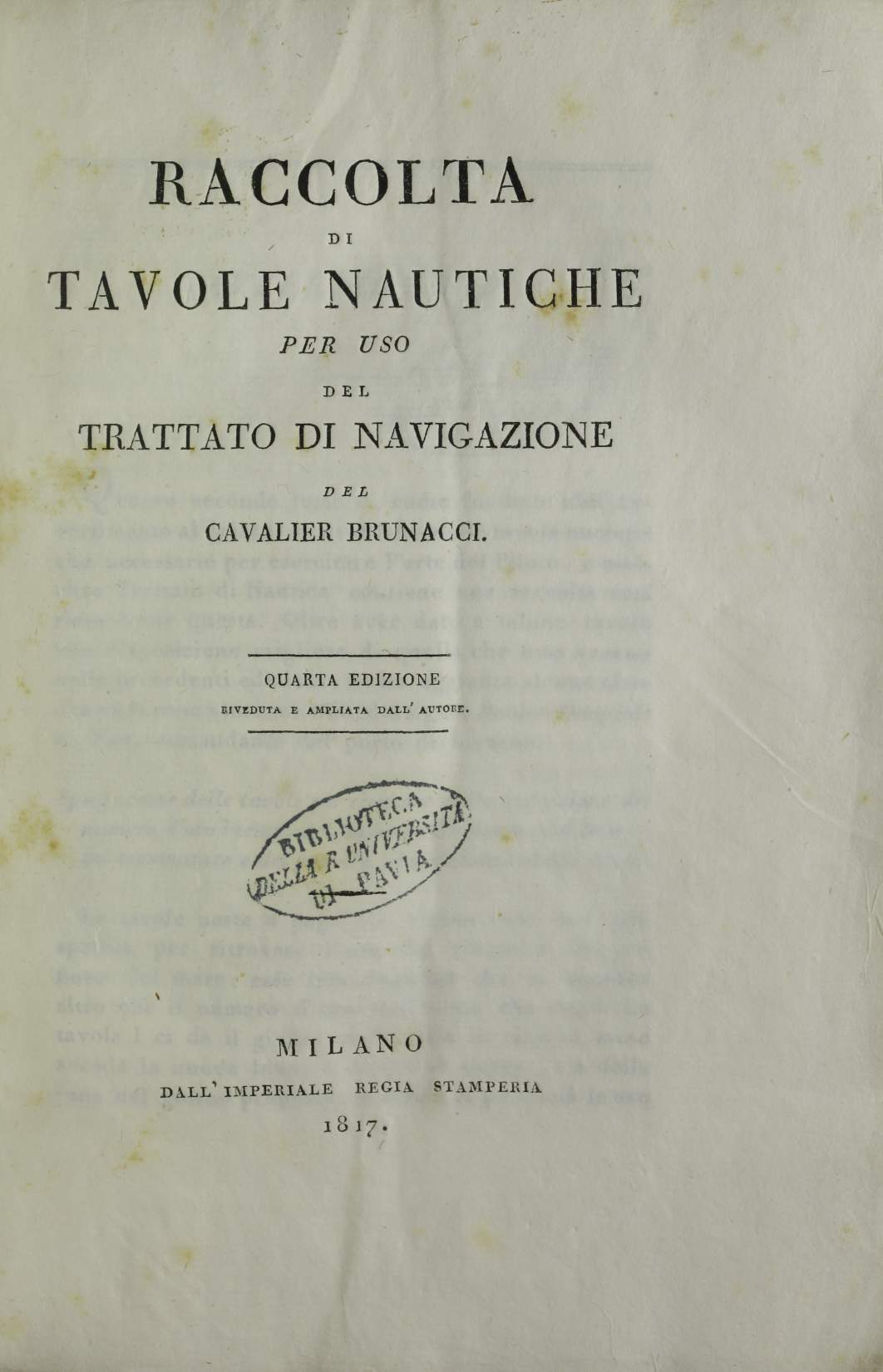
Trattato di navigazione, 1817

## Externe bronnen
- (it)  Biografie op SISM
- (it)  Corso di matematica sublime t. 1: calcolo delle differenze finite
- (it)  Corso di matematica sublime t. 2: calcolo differenziale, integrale
- (it)  Corso di matematica sublime t. 3: calcolo integrale
- (it)  Corso di matematica sublime t. 4: calcolo integrale
- (it)  Calcolo integrale delle equazioni lineari
- (it)  Analisi derivataossia, L'analisi matematica dedotta da un sol principio